# Waßmuthshausen
Waßmuthshausen ist ein Stadtteil von Homberg (Efze) im nordhessischen Schwalm-Eder-Kreis. 

## Geographische Lage
Waßmuthshausen liegt in den Nordausläufern des Knüllgebirges etwa vier Kilometer südlich der Homberger Kernstadt. Durch das Dorf verlaufen der Rinnebach und die Kreisstraße 36, die südlich von der Landesstraße 3384 abzweigt. Südöstlich der Ortschaft erhebt sich der Streuflingskopf mit dem Wildpark Knüll und im Park auf dem Berg stehenden Aussichtsturm.

## Geschichte

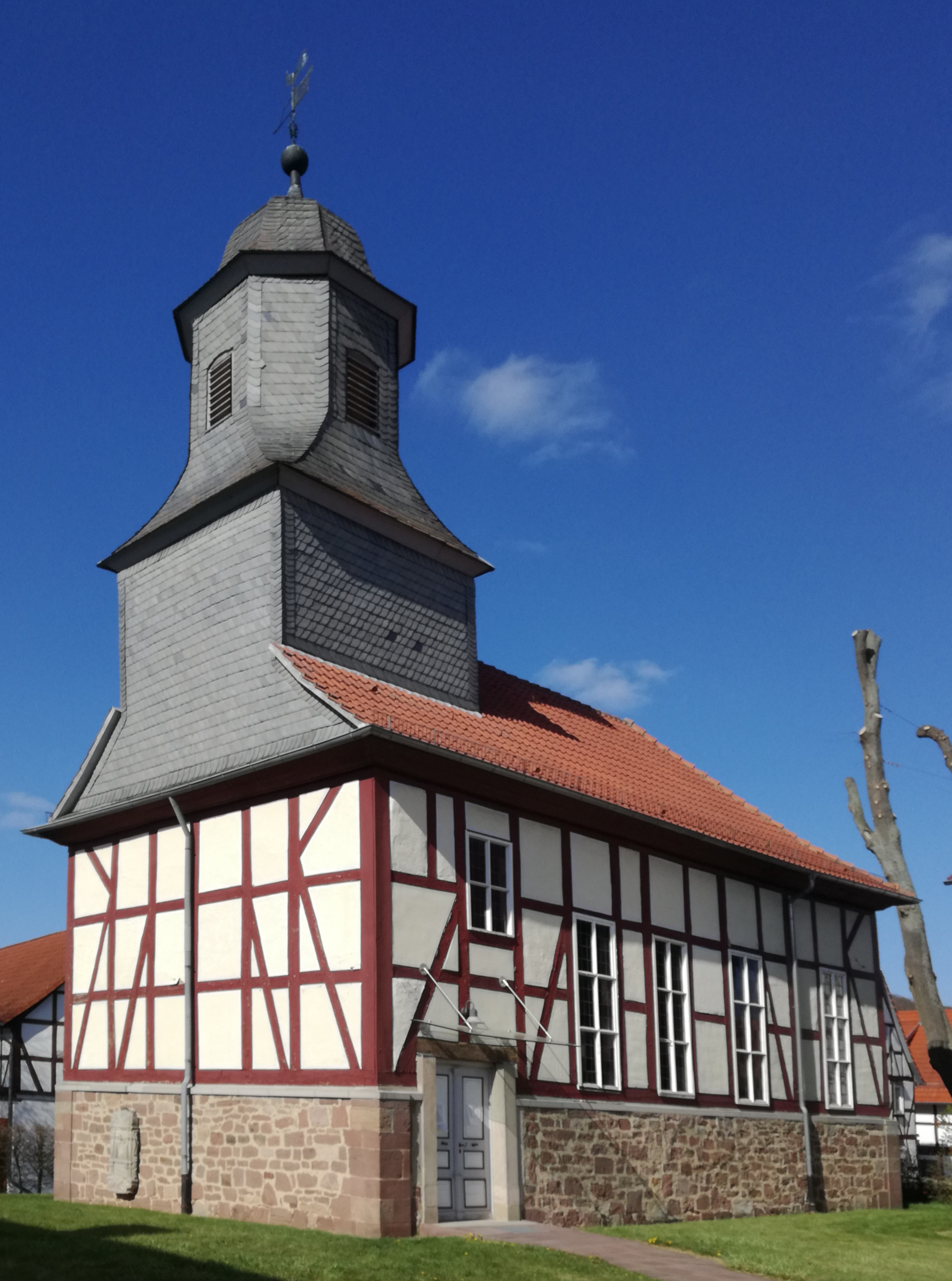
Evangelische Kirche

Die älteste bekannte schriftliche Erwähnung von Waßmuthshausen datiert zwischen 1171 und 1180 unter dem Namen Wasmudeshusen in einer Urkunde des Klosters Spieskappel über eine Schenkung an das Kloster.
In weiteren historischen Dokumenten ist der Ort unter folgenden Ortsnamen belegt (in Klammern das Jahr der Erwähnung):
Wasmudeshusen (um 1200), Wasmudeshusin (1213), Wasmuteshusen (1282), Wasmutshusen (1304), Wasmanshusen (1343/64), Wasmundeshusen (1354), Wasmodishusen (1358), Wasmudizhusen (1372), Wasmanhusen (1425), Waßmutshusen (1484), Wasmanshußenn (1506), Wasmantzhusen (1511), Waßmanshawsen (1535), Wasmutshausen (1537), Waßmetshausen, Waßmeshausen, Wasmeshausen, Wasmushausen (1575/85) und Waßmuthshausen (1780).
Um 1490 gab es im Dorf sechs wehrhafte Männer und drei Pflüge.
Zum 31. Dezember 1971 wurde die bis dahin selbständige Gemeinde Waßmuthshausen im Zuge der Gebietsreform in Hessen als Stadtteil der Stadt Homberg, Bezirk Kassel, heute Homberg (Efze), auf freiwilliger Basis eingegliedert. Für Waßmuthshausen, wie für die in der Kreisstadt Homberg (Efze) eingegliederten ehemals selbständigen Gemeinden (Stadtteile), wurden Ortsbezirke mit Ortsbeirat und Ortsvorsteher nach der Hessischen Gemeindeordnung gebildet.

## Bevölkerung
Einwohnerstruktur 2011
Nach den Erhebungen des Zensus 2011 lebten am Stichtag, dem 9. Mai 2011, in Waßmuthshausen 165 Einwohner. Darunter waren 3 (= 1,8 %) Ausländer.
Nach dem Lebensalter waren 21 Einwohner unter 18 Jahren, 60 zwischen 18 und 49, 45 zwischen 50 und 64 und 39 Einwohner waren älter. Die Einwohner lebten in 72 Haushalten. Davon waren 18 Singlehaushalte, 27 Paare ohne Kinder und 24 Paare mit Kindern, sowie 3 Alleinerziehende und 3 Wohngemeinschaften. In 18 Haushalten lebten ausschließlich Senioren und in 45 Haushaltungen lebten keine Senioren.
Einwohnerentwicklung
| Quelle: Historisches Ortslexikon |                                                               |
| • um 1490:                       | 6 wehrhafte Männer (3 Pflüge)                                 |
| • 1537:                          | 5 Hübner, 3 Köttner, 6 Beisassen (10 1⁄2 landgräfliche Huben) |
| • 1575/85:                       | 20 Hausgesesse                                                |
| • 1639:                          | 8 verheiratete, ein verwitweter Hausgesess                    |
| • 1742:                          | 18 10 1⁄2 Häuser                                              |
| • 1747:                          | 19 Hausgesesse                                                |

| Waßmuthshausen: Einwohnerzahlen von 1772 bis 2015 | Waßmuthshausen: Einwohnerzahlen von 1772 bis 2015 | Waßmuthshausen: Einwohnerzahlen von 1772 bis 2015 | Waßmuthshausen: Einwohnerzahlen von 1772 bis 2015 | Waßmuthshausen: Einwohnerzahlen von 1772 bis 2015 |
| --- | ------------------------------------------------- | ------------------------------------------------- | ------------------------------------------------- | ------------------------------------------------- |
| Jahr |                                                   |                                                   |                                                   | Einwohner                                         |
| 1772 | 1772                                              |                                                   | 107                                               | 107                                               |
| 1800 | 1800                                              |                                                   | ?                                                 | ?                                                 |
| 1834 | 1834                                              |                                                   | 168                                               | 168                                               |
| 1840 | 1840                                              |                                                   | 181                                               | 181                                               |
| 1846 | 1846                                              |                                                   | 165                                               | 165                                               |
| 1852 | 1852                                              |                                                   | 176                                               | 176                                               |
| 1858 | 1858                                              |                                                   | 183                                               | 183                                               |
| 1864 | 1864                                              |                                                   | 200                                               | 200                                               |
| 1871 | 1871                                              |                                                   | 177                                               | 177                                               |
| 1875 | 1875                                              |                                                   | 189                                               | 189                                               |
| 1885 | 1885                                              |                                                   | 188                                               | 188                                               |
| 1895 | 1895                                              |                                                   | 183                                               | 183                                               |
| 1905 | 1905                                              |                                                   | 196                                               | 196                                               |
| 1910 | 1910                                              |                                                   | 195                                               | 195                                               |
| 1925 | 1925                                              |                                                   | 218                                               | 218                                               |
| 1939 | 1939                                              |                                                   | 206                                               | 206                                               |
| 1946 | 1946                                              |                                                   | 380                                               | 380                                               |
| 1950 | 1950                                              |                                                   | 349                                               | 349                                               |
| 1956 | 1956                                              |                                                   | 264                                               | 264                                               |
| 1961 | 1961                                              |                                                   | 256                                               | 256                                               |
| 1967 | 1967                                              |                                                   | 262                                               | 262                                               |
| 1980 | 1980                                              |                                                   | ?                                                 | ?                                                 |
| 1990 | 1990                                              |                                                   | ?                                                 | ?                                                 |
| 2000 | 2000                                              |                                                   | ?                                                 | ?                                                 |
| 2011 | 2011                                              |                                                   | 165                                               | 165                                               |
| 2015 | 2015                                              |                                                   | 190                                               | 190                                               |
| Datenquelle: Historisches Gemeindeverzeichnis für Hessen: Die Bevölkerung der Gemeinden 1834 bis 1967. Wiesbaden: Hessisches Statistisches Landesamt, 1968. Weitere Quellen: ; Zensus 2011; Stadt Homberg (Efze) |                                                   |                                                   |                                                   |                                                   |

Historische Religionszugehörigkeit
| Quelle: Historisches Ortslexikon |                                                                   |
| • 1861:                          | alle Einwohner evangelisch-reformiert                             |
| • 1885:                          | 188 evangelische (= 100 %) Einwohner                              |
| • 1961:                          | 224 evangelische (= 87,50 %), 25 katholische (= 9,77 %) Einwohner |

Historische Erwerbstätigkeit
| • 1961: | Erwerbspersonen: 77 Land- und Forstwirtschaft, 50 Produzierendes Gewerbe, 7 Handel und Verkehr, 8 Dienstleistungen und Sonstiges. |

## Politik
Für Waßmuthshausen besteht ein Ortsbezirk (Gebiete der ehemaligen Gemeinde Waßmuthshausen) mit Ortsbeirat und Ortsvorsteher nach der Hessischen Gemeindeordnung. Der Ortsbeirat besteht aus fünf Mitgliedern.
Bei den Kommunalwahlen in Hessen 2021 betrug die Wahlbeteiligung zum Ortsbeirat Waßmuthshausen 75,34 %. Alle Kandidaten gehörten der „Einheitsliste Waßmuthshausen“ an. Der Ortsbeirat wählte Otmar Kramer zum Ortsvorsteher.